# 托洛諾 (伊利諾伊州)
托洛諾（英語：Tolono）是位於美國伊利諾伊州尚佩恩縣的一個村落。

## 地理
托洛諾的座標為39°59′19″N 88°15′35″W / 39.98861°N 88.25972°W，而該地最高點為海拔高度223米（即730英尺）。

## 人口
根據2010年美國人口普查的數據，托洛諾的面積為5.33平方千米，當中陸地面積為5.33平方千米，而水域面積為0.00平方千米。當地共有人口3447人，而人口密度為每平方千米646人。